# Вдовин, Виктор Михайлович
Ви́ктор Миха́йлович Вдо́вин (14 июня 1946, Чёрный Яр, Свердловская область — 27 июля 2013) — советский и российский учёный и педагог, генерал-майор авиации.

## Биография
Родился 14 июня 1946 года в посёлке Чёрный Яр Новолялинского района Свердловской области.

### Образование
- Челябинское высшее военное авиационное Краснознамённое училище штурманов, специальность штурман-инженер (1969 год);
- Военно-воздушная академия им. Ю. А. Гагарина, специальность — штурманская оперативно — тактическая (1977 год);
- Адъюнктура при ВВА им. Ю. А. Гагарина, специальность — Тактика ВВС (управление и все виды обеспечения) (1979 год).

### Диссертации
- Докторскую диссертацию защитил в 1990 году специальность — Оперативное искусство и все виды обеспечения операций;
- Кандидатскую диссертацию защитил в 1979 году.

### Прохождение службы
С 1965 по 2001 год в Вооружённых силах на различных должностях. Генерал-майор авиации. Военный штурман 1-го класса. Налёт около 1400 часов. Летал на самолётах Ли-2, Ан-14, Ту-124Ш, Ту-104Ш, Ту-22М2, Бе-12. С 1987 по 1992 год — заместитель начальника кафедры Тактики Военно-воздушных Сил, с 1992 по 2001 год — начальник кафедры Управления войсками ВВА им. Ю. А. Гагарина. С 2001 г.- профессор кафедры управления войсками ВВА им. Ю. А. Гагарина. Руководитель научной школы — «Математическое моделирование сложных систем». Член редакционной коллегии международного журнала «Фундаментальные и прикладные проблемы экономики». С 1991 года по 2013 год — председатель и член докторского совета ВВА.
Скончался 27 июля 2013 года. Похоронен на Мемориальном кладбище поселка Монино Щёлковского района Московской области.

## Звания
- Заслуженный работник высшей школы Российской Федерации
- доктор военных наук (1990 год)
- профессор (1991 год)
- Действительный член (академик) Международной академии информатизации (1991 год)
- Почётный профессор ВВА им. Ю. А. Гагарина.

## Награды
- Орден «За военные заслуги»
- почетный знак «Заслуженный работник высшей школы РФ»
- «Звезда голубой планеты»
- «На пользу отечеству III степени» и др.
- Лауреат Всесоюзного конкурса научных работ в 1982 году.